# Kafić
Kafić je uobičajeni naziv za café bar, ugostiteljski objekt (lokal) namijenjen posluživanju ponajprije kave, ali i drugih alkoholnih i bezalkoholnih pića.
U kafićima ljudi mogu razgovarati, čitati i pisati, zabavljati se, bilo samostalno ili u manjim skupinama. Vrlo često se koriste kao sastajališta.
Naziv dolazi od francuske riječi café, kava, dok je sama praksa nastala u kasnom srednjem vijeku pod utjecajem Turaka, koji su donijeli kavu od Arapa.
Kafić se od bara razlikuje u dvije stvari: 
- kafić ne mora nužno imati pravi šank za kojeg ljudi sjedaju, jer su u kafićima najčešće korišteni stolovi i stolci (a nerijetko i separei),
- kafić ne mora raditi noću.

Razlika između kafića i restorana je u tome što se u kafićima u pravilu ne poslužuje hrana. Riječ bistro originalno se koristila za kafić koji poslužuje i hranu.